# Запаковская
Запаковская — деревня в Шенкурском районе Архангельской области. Входит в состав муниципального образования «Ровдинское».

## География
Деревня расположена в южной части Архангельской области, в таёжной зоне, в пределах северной части Русской равнины, в 81 километрах на юго-запад от города Шенкурска, на правом берегу реки Суланда, при впадении в неё ручья Паково. Через ручей перекинут мост. Ближайшие населённые пункты: на юге деревня Кабановская, на севере, на противоположенном берегу реки, деревни Боровская и Желтиковская.
Часовой пояс
Запаковская, как и вся Архангельская область, находится в часовой зоне МСК (московское время). Смещение применяемого времени относительно UTC составляет +3:00.

## Население
| 2002 | 2010 | 2012 |
| ---- | ---- | ---- |
| 78   | ↘40  | ↗53  |

## История
В деревне в 1883 году на средства крестьян деревень Запаковская и Сидоровская была построена деревянная Вознесенская церковь, приходской храм Желтиковского прихода, выделившегося в 1894 году в самостоятельный приход из Верхнесуландского.
В «Списке населенных мест Архангельской губернии к 1905 году» деревня Запаковская насчитывает 21 двор, 48 мужчин и 53 женщины. Указано, что в деревне находится церковь. В административном отношении деревня входила в состав Верхосуландского сельского общества Верхосуландской волости.
На 1 мая 1922 года в поселении 26 дворов, 61 мужчина и 93 женщины.